# Psilotreta daktylos
Psilotreta daktylos är en nattsländeart som beskrevs av Malicky 2000. Psilotreta daktylos ingår i släktet Psilotreta och familjen böjrörsnattsländor. Inga underarter finns listade i Catalogue of Life.